# Ryszard Dudzicki
Ryszard Leon Dudzicki (ur. w 1930 w Warszawie, zm. 2013) – polski grafik, ilustrator, projektant znaczków i kartek pocztowych.

## Życiorys
W latach 1951–1957 studiował w Akademii Sztuk Pięknych w Warszawie, uzyskując dyplom w specjalności: grafika książkowa. Po ukończeniu studiów przedstawiał swoje prace na wystawach indywidualnych, m.in. w Warszawie (1958, 1962, 1972}. Brał udział również w licznych pokazach takich jak Biennale Grafiki Polskiej w Krakowie (1960-1964), dwóch edycjach wystawy „Polskie dzieło plastyczne w XV-lecie PRL” (Wystawa Malarstwa, Muzeum Narodowe, Warszawa 1961 i Wystawa Grafiki Reklamowej, CBWA Zachęta, Warszawa 1962) oraz w Ogólnopolskiej Wystawie Młodego Malarstwa, Grafiki i Rzeźby, Sopot 1963. W latach następnych uczestniczył głównie w wystawach i konkursach grafiki użytkowej. Od 1977 był rzeczoznawcą Ministerstwa Kultury i Sztuki w zakresie grafiki.
Obok malarstwa, rysunku, grafiki warsztatowej (drzeworyt, linoryt) zajmował się wieloma odmianami grafiki użytkowej takimi jak ilustracja i układy graficzne książek, znaki graficzne itp. Był autorem ponad 200. projektów znaczków i kartek pocztowych, oraz kopert FDC, zrealizowanych dla Poczty Polskiej i innych krajów. Jego znaczek 600 lat obecności Obrazu Jasnogórskiego (nr kat. 2672) i blok Światowa Wystawa Filatelistyczna „Italia ’85”' (nr kat. 2849) zostały uznane jako najładniejsze znaczki w latach 1982 i 1985 w plebiscycie miesięcznika „Filatelista”.

## Wybrana twórczość

### Ilustracje i opracowania graficzne książek
- Zabłąkane ptaki (proj. okładki), aut. Gustaw Morcinek, wyd. Iskry, 1958
- Gwardia Achanioła (proj. okładki), aut. Danuta Bieńkowska, wyd. Wydawnictwa Ministerstwa Obrony Narodowej (MON), seria: Biblioteka Żółtego Tygrysa, 1960
- Plama, aut. Stanisław Piętak, wyd. Ludowa Spółdzielnia Wydawnicza, 1963
- Baśnie polskie, wybór i oprac. Tomasz Jodełka-Burzecki, wyd. LSW, 1964
- Odmieniec, aut. Stanisław Piętak, wyd. LSW, 1964
- O sztukę ludową – Pamiętnik pracy, aut. Janina Orynżyna, wyd. LSW, 1965
- Brzegiem morza, aut. Ryszard Milczewski-Bruno, wyd. LSW, 1967
- Piszę i opowiadam • Klasa II, aut. Witold Gawdzik, wyd. Wydawnictwa Szkolne i Pedagogiczne, 1988 – wspólnie z Ireneuszem Mikołajczukiem
- Szeryf z Malinowego Wzgórza, aut. Mirosław Malcharek, wyd. LSW, 1971

### Znaczki pocztowe
- VI Kajakowe Mistrzostwa Europy 1961 (seria), 1961
- VII Lekkoatletyczne Mistrzostwa Europy • Belgrad 1962 (seria), 1962
- XX-lecie Ludowego Wojska Polskiego (seria), 1963
- Powstanie Warszawskie 1944-1944, 1964
- Mistrzostwa Świata w Klasie Finn (blok), 1965
- Kongres Kultury Polskiej, 1966
- Pomnik Powstańców Śląskich, 1967
- 150 rocznica śmierci Tadeusza Kościuszki (seria), 1967
- 150 lat Ossolineum, 1967
- 100 rocznica urodzin Władysława Reymonta, 1967
- Malarstwo polskie (seria), 1969
- Współcześni pisarze polscy (seria), 1969
- II Kongres Nauki Polskiej, 1973
- Eksperymentalny lot Apollo – Sojuz (seria), 1975
- Sport balonowy (seria) oraz koperty FDC, 1981
- 1981 • Międzynarodowy Rok Inwalidów i Osób Niepełnosprawnych oraz koperta FDC, 1981
- 600 lat obecności Obrazu Jasnogórskiego (seria) oraz koperty FDC, 1982
- II wizyta Jana Pawła II w Polsce oraz koperty FDC, 1983
- XIX Kongres Światowego Związku Pocztowego w Hamburgu oraz koperty FDC, 1984
- Światowa Wystawa Filatelistyczna „Italia ’85”' oraz koperta FDC, 1985
- 300 rocznica urodzin Jana Sebastiana Bacha (blok), 1985
- Wybitni działacze Stronnictwa Demokratycznego – Stanisław Kulczyński, 1986
- Mistrzostwa Świata w Piłce Nożnej • Meksyk oraz koperta FDC, 1986
- Międzynarodowa Wystawa Filatelistyczna „Capex '87” oraz koperta FDC, 1987
- Roman Kozłowski 1889-1977 • Paleontolog oraz koperta FDC, 1990
- XXIII Mistrzostwa Świata w Kajakarstwie oraz koperta FDC, 1990
- 1790-1970 Zakłady Porcelany „Ćmielów” oraz koperty FDC, 1990
- Ikony ze zbiorów Muzeum Ziemi Lubuskiej (seria) oraz koperty FDC, 1991
- XVI Ogólnopolska Wystawa Filatelistyczna • Bydgoszcz ’91 oraz koperta FDC, 1991
- Boże Narodzenie oraz koperta FDC, 1991
- 130 rocznica śmierci pułkownika Francesco Nullo oraz koperta FDC, 1993

### Kartki pocztowe
- I Walny Zjazd Związku Ochotniczych Straży Pożarnych, 1959
- XV lat radiofonii w Polsce Ludowej, 1959
- 10 lat P.P. Totalizator Sportowy, 1966
- Tysiąclecie Państwa Polskiego • 700 lat Radomska, 1966
- IX Krajowy Zjazd Delegatów Związku Zawodowego Pracowników Łączności, 1967
- V Międzynarodowy Konkurs Skrzypcowy im. Henryka Wieniawskiego, 1967
- XL Zjazd Polskiego Towarzystwa Geologicznego, 1967
- 700 lat Skoczowa, 1967
- 750 lat Piotrkowa Trybunalskiego, 1967
- 40 lat Ligi Ochrony Przyrody , 1968
- 90 lat Warszawskiego Towarzystwa Wioślarskiego, 1968
- 75-lecie Ruchu Filatelistycznego w Polsce (seria), 1968
- 75 lat Teatru im. J. Słowackiego w Krakowie, 1968
- Aleksander Kamiński 1903–1978 , 1993
- 70 lat Polskiego Związku Hokeja na Trawie, 1996
- 700–lecie miasta Pasłęk, 1997

## Upamiętnienie
W uznaniu zasług artysty Poczta Polska wydała w 2007 kartkę pocztową (Cp 1445) z serii „Polscy projektanci znaczków pocztowych”, na której na znaku opłaty o wartości 1,35 zł znalazł się wizerunek artysty. Umieszczono na niej także reprodukcje znaczków jego autorstwa.